# Hiena brunatna
Hiena brunatna (Parahyaena brunnea) – gatunek drapieżnego ssaka z podrodziny hien (Hyaeninae) w obrębie rodziny hienowatych (Hyaenidae).

## Taksonomia
Gatunek po raz pierwszy zgodnie z zasadami nazewnictwa binominalnego opisał w 1820 roku szwedzki przyrodnik Carl Peter Thunberg nadając mu nazwę Hyaena brunnea. Holotyp pochodził z Przylądka Dobrej Nadziei, w Prowincji Przylądkowej Zachodniej, w Południowej Afryce (w oryg. szw. Goda Hopps Udden; Södra Afrika). 
W zależności od ujęcia systematycznego gatunek ten umieszczany jest w rodzaju Hyaena lub Parahyaena. Autorzy Illustrated Checklist of the Mammals of the World uznają ten gatunek za monotypowy. 

### Etymologia
- Parahyaena: gr. παρα para ‘blisko, obok’; rodzaj Hyaena Brisson, 1762[7].
- brunnea: nowołac. brunneus „brązowy”, od średniowiecznołac. brunius „brązowy”[14].

## Zasięg występowania
Hiena brunatna występuje w Namibii, Botswanie, zachodnim i południowym Zimbabwe, południowym Mozambiku, Eswatini, zachodnim Lesotho i Południowej Afryce. Wszystkie zapisy z południowo-zachodniej Angoli pochodzą sprzed 1970 roku.

## Morfologia
Długość ciała (bez ogona) 110–136 cm (samce średnio 123 cm, samice średnio 117 cm), długość ogona 18,7–26,5 cm, wysokość w kłębie samców średnio 79 cm, samic średnio 74 cm; masa ciała 28–47,5  kg (średnio 40 kg). Hiena brunatna ma ciemnobrązową sierść ze słabo zaznaczonymi pręgami oraz najsilniej rozwiniętą grzywę, która pokrywa cały przód ciała.

## Ekologia

### Tryb życia
Hieny brunatne żyją w mniejszych klanach o bardziej luźnej strukturze. Zasiedlają przeważnie tereny bardziej niegościnne niż hieny cętkowane, więc nie mogą tworzyć zbyt licznych grup. U tego gatunku nie ma również tak silnie zaznaczonej walki o dominację oraz agresji. W ogrodach zoologicznych hieny brunatne żyją do ok. 20 lat.

### Pokarm
Hiena brunatna jest typowym padlinożercą, zjada wszystko, co się da strawić. Ma bardzo silne szczęki zdolne skruszyć kość słonia. Hiena brunatna czasami poluje na mniejsze zwierzęta, takie jak np. młode gazele, gryzonie i inne. U hieny brunatnej ważnym składnikiem pokarmu i źródłem wody są owoce, zwłaszcza melony.

### Wrogowie
Do głównych wrogów hieny brunatnej należą krokuty cętkowane, lwy, lamparty i likaony.